# Les Bordes (Saône-et-Loire)
Les Bordes é uma comuna francesa na região administrativa de Borgonha-Franco-Condado, no departamento de Saône-et-Loire. Estende-se por uma área de 2,28 km². Em 2010 a comuna tinha 86 habitantes (densidade: 37,7 hab./km²).